# Valeologie
Valeologie (russisch Валеология, von lateinisch valeo: gesund, wohlauf sein) ist ein Begriff, der in den 1980er-Jahren vom sowjetischen Pharmakologen Israil Brechman geprägt wurde. Nach Brechmann soll Valeologie die Lehre von der individuellen menschlichen Gesundheit samt ihrer sozioökonomischen, medizinischen, und ökologischen Aspekte umfassen. Valeologie sei somit eine interdisziplinäre  Wissenschaft, die auf Physiologie, Anthropologie, Hygiene, Psychologie und Pädagogik aufbaue. In den späten 1990er- und frühen 2000er-Jahren war die Valeologie in Russland erneut für einige Zeit populär.

## Geschichte
Der Begriff wurde vom sowjetischen Pharmakologen Israil Izkowitsch Brechman geprägt und soll Gesundheitsförderung und Gesundheitsbildung umfassen. Das Gesundheitsministerium der UdSSR genehmigte 1986 einen „Fachübergreifenden Lehrplan Valeologie für Studierende an medizinischen Instituten“. Im folgenden Jahr wurde die erste Abteilung für Valeologie von Wiktor Porfirjewitsch Petlenko am Medizinischen Institut Leningrad gegründet.
Valeologie war ein akademisches Fach im postsowjetischen Raum und war von 1997 bis 2001 ein schulisches Unterrichtsfach in Russland.